# TC 2000
A Turismo Competición 2000, ou simplesmente TC 2000, é ao lado da Turismo Carretera uma importante categoria de automobilismo da Argentina.
É disputada por equipes oficiais de grandes marcas como Ford, Toyota, Honda, Chevrolet e Renault cada qual trazendo seus respectivos modelos de carros de rua modificados. Entre os pilotos que disputam a categoria estão os ex-pilotos de Fórmula 1 Esteban Tuero e Norberto Fontana, além de alguns veteranos do automobilismo argentino.

## História

### Os primeiros anos

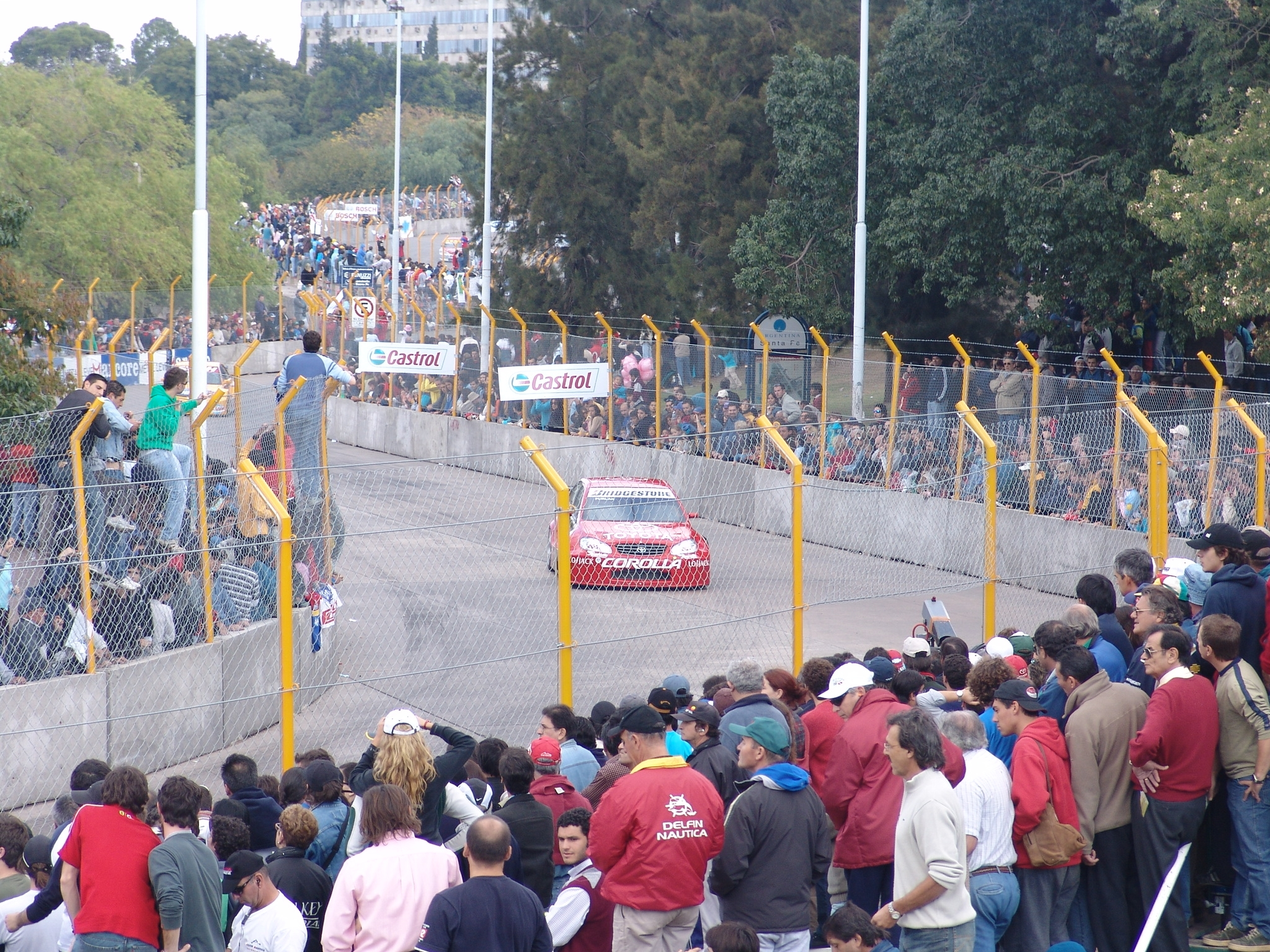
Milhares de pessoas assistem a corrida da TC2000 no circuito de rua de Santa Fe na Argentina.

A TC 2000 foi criada em 1979 com 5 corridas e foi vencido por Osvaldo Cocho Lopez com um Peugeot 504. Inicialmente os carros vinham de tração traseira e os motores chegavam a 2000 cm³. Os carros que disputavam a temporada inicial eram Dodge 1500, Ford Taunus, Opel K-180 e Fiat 125. No ano seguinte, com o campeonato estabelecido a nível nacional, o Volkswagen 1500 subtituiu o Dodge 1500. Jorge Omar del Río foi o campeão daquele ano e viria a conquistar o titulo também nos 2 anos seguintes. Em 1983, a hegemonia de Del Rio é quebrada e o titulo da TC 2000 passa a ser de Ruben Luis Di Palma. A temporada de 1984 foi dominada pela equipe Herceg onde o piloto Mario Gayraud se sagrou campeão com um Ford Taunus.Também foi marcada pela consolidação da Renault na categoria com Jorge Serafini e Rodolfo Zuain. A partir daí, a tração dianteira passou a ser introduzidas nos carros da TC 2000 obrigando uma mudança no regulamento.

### A Era Traverso/Renault

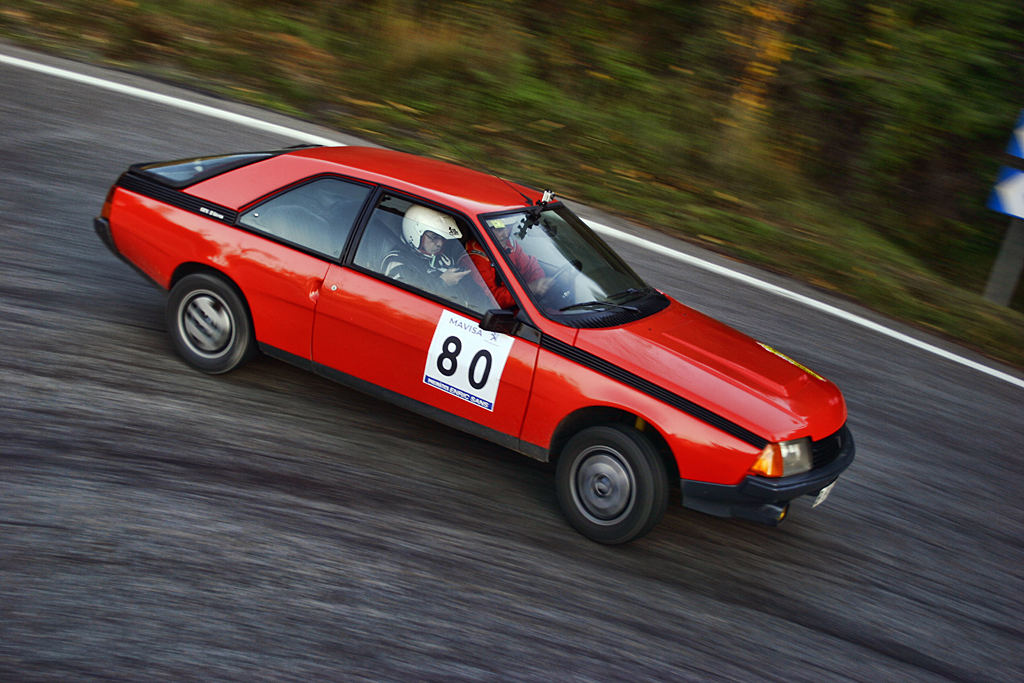
Renault Fuego, conquistando o título 8 vezes consecutivos de 1986 a 1993.

Juan María Traverso é até hoje o maior campeão da TC 2000. O piloto ganhou 7 campeonatos(1986, 1988, 1990, 1991, 1992 e 1993) sendo que 6 deles foi com um Renault Fuego e ainda foi vice-campeão em outras três temporadas. Em 1985 perdeu para Ruben Daray, em 1987 para Silvio Outra e em 1989 para o seu companheiro de equipe, a Berta, Miguel Ángel Guerra. Entre as montadoras, a Renault foi a que mais venceu nesse período, conquistando o título 8 vezes consecutivos de 1986 a 1993.

### História Recente
Em 1996 Ernesto Bessone se sagrou campeão pilotando um Ford Escort, em um temporada especial pois foi a única em que teve corridas com paradas de Pit Stop. Em 1997 novas regras foram postas em prática:os motores passaram a ser de 16 válvulas e 280 HP e as corridas passaram a serem disputadas aos domingos. Este regulamento durou até o ano 2000. Em 2000, o regulamento é mudado com corridas a cada fim de semana com percurso de 130 Km ou no máximo 1 hora. Atualmente a TC 2000 é considerada uma das categorias mais importantes da América do Sul e do Mundo. A maioria de suas corridas são disputadas na Argentina além de uma etapa disputada em Curitiba, Brasil. Futuramente, países como Chile e Uruguai também receberão provas da TC 2000. O principal evento da TC 2000 são os 200 Km de Buenos Aires, onde participam pilotos de todas as partes do mundo.

### Reformulação em 2012
Em 2012 decidiu-se criar uma nova divisão na competição de carros de turismo da Argentina. A nova divisão, designada de Super TC 2000, com carros mais evoluídos tecnologicamente (até 2019 com motores V8) passou a ser a principal categoria, enquanto a TC 2000 continuou com os mesmos regulamentos, mas como divisão de apoio à Super TC 2000

## Campeões da TC 2000

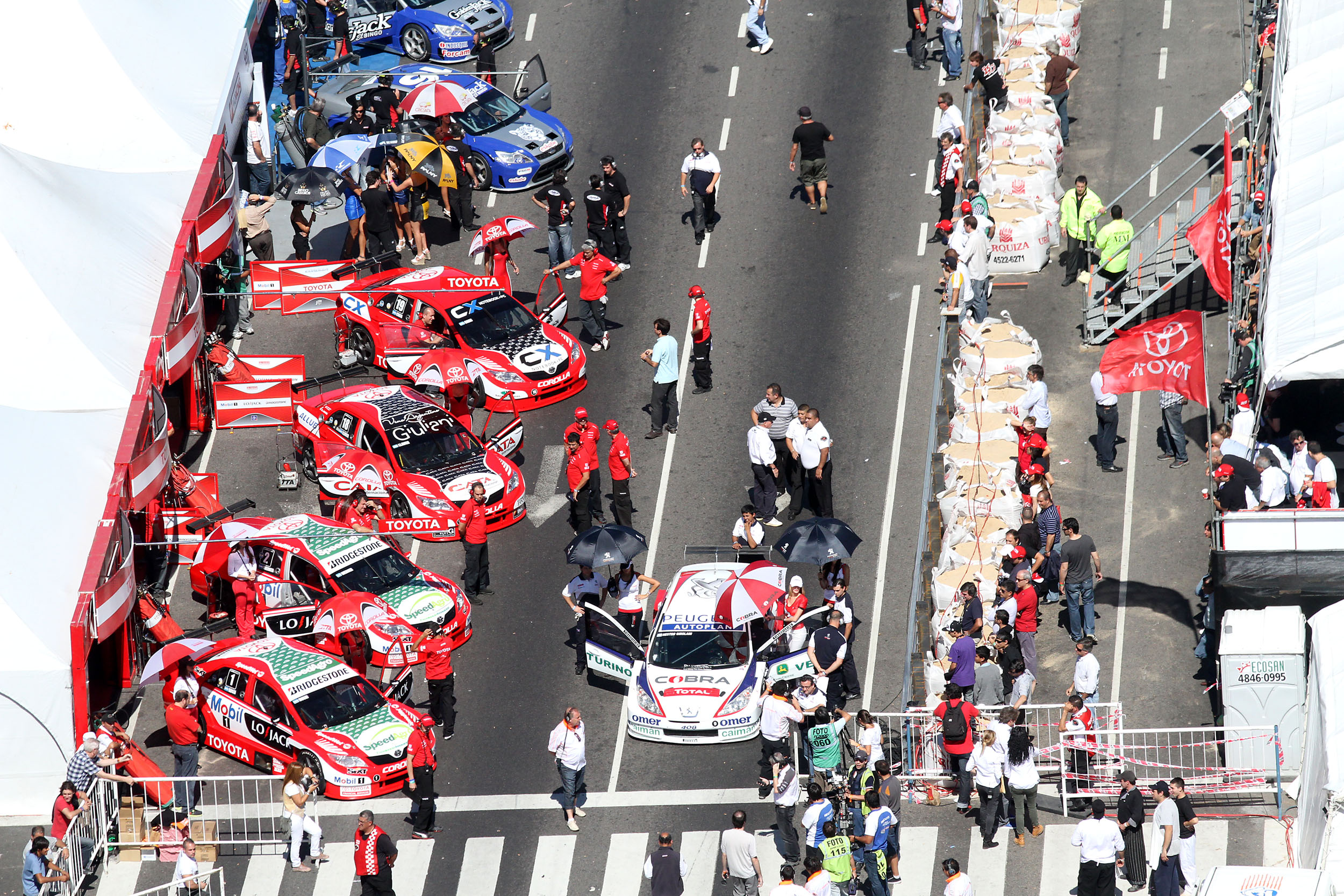
Súper TC 2000 nas ruas de Buenos Aires, em 2012

| Torneo Presentación Año 1979   | Torneo Presentación Año 1979 | Torneo Presentación Año 1979 | Torneo Presentación Año 1979     |
| Ano                            | Piloto                       | Carro                        | Equipa                           |
| ------------------------------ | ---------------------------- | ---------------------------- | -------------------------------- |
| 1979                           | Osvaldo Cocho Lopez          | Peugeot 504                  | Equipo Pardal                    |
| Campeões de TC 2000, 1980-2011 |                              |                              |                                  |
| Ano                            | Piloto                       | Carro                        | Equipa                           |
| 1980                           | Jorge Omar Del Río           | Volkswagen 1500              | Pianetto Competición             |
| 1981                           | Jorge Omar Del Río           | Volkswagen 1500              | Pianetto Competición             |
| 1982                           | Jorge Omar Del Río           | Volkswagen 1500              | Pianetto Competición             |
| 1983                           | Ruben Luis Di Palma          | Volkswagen 1500              | Di Palma Competición             |
| 1984                           | Mario Gayraud                | Ford Taunus                  | Herceg Competición               |
| 1985                           | Ruben Daray                  | Ford Sierra                  | Akel Competición                 |
| 1986                           | Juan María Traverso          | Renault Fuego                | Berta Sport                      |
| 1987                           | Silvio Oltra                 | Renault Fuego                | Benavidez Competición            |
| 1988                           | Juan María Traverso          | Renault Fuego                | Berta Sport                      |
| 1989                           | Miguel Ángel Guerra          | Renault Fuego                | Berta Sport                      |
| 1990                           | Juan María Traverso          | Renault Fuego                | Berta Sport                      |
| 1991                           | Juan María Traverso          | Renault Fuego                | Berta Sport                      |
| 1992                           | Juan María Traverso          | Renault Fuego                | Berta Sport                      |
| 1993                           | Juan María Traverso          | Renault Fuego                | Berta Sport                      |
| 1994                           | Guillermo Maldonado          | Volkswagen Gol               | VW YPF Motorsport                |
| 1995                           | Juan María Traverso          | Peugeot 405                  | Peugeot Sport                    |
| 1996                           | Ernesto Bessone              | Ford Escort                  | Esso Competición                 |
| 1997                           | Henry Martin                 | Ford Escort Zetec            | Ford YPF Berta Motorsport        |
| 1998                           | Omar Martínez                | Honda Civic                  | Honda Team Pro Racing            |
| 1999                           | Juan Manuel Silva            | Honda Civic                  | Honda Team Pro Racing            |
| 2000                           | Daniel Cingolani             | Ford Escort Zetec            | Ford Repsol YPF Berta Motorsport |
| 2001                           | Gabriel Ponce de León        | Ford Escort Zetec            | Ford Repsol YPF Berta Motorsport |
| 2002                           | Norberto Fontana             | Toyota Corolla               | Toyota Team Argentina            |
| 2003                           | Gabriel Ponce de León        | Ford Focus                   | Ford YPF Berta Motorsport        |
| 2004                           | Christian Ledesma            | Chevrolet Astra              | Chevrolet Pro Racing             |
| 2005                           | Gabriel Ponce de León        | Ford Focus                   | Ford YPF Berta Motorsport        |
| 2006                           | Matias Rossi                 | Chevrolet Astra              | Chevrolet Elaion Pro Racing      |
| 2007                           | Matias Rossi                 | Chevrolet Astra              | Chevrolet Elaion Pro Racing      |
| 2008                           | José María López             | Honda Civic                  | Honda Petrobras                  |
| 2009                           | José María López             | Honda Civic                  | Honda Petrobras                  |
| 2010                           | Norberto Fontana             | Ford Focus II                | YPF Ford-HAZ Racing Team         |
| 2011                           | Matías Rossi                 | Toyota Corolla               | Toyota Team Argentina            |

| Campeões de Super TC 2000 | Campeões de Super TC 2000 | Campeões de Super TC 2000 | Campeões de Super TC 2000    | Campeões de TC 2000 | Campeões de TC 2000 | Campeões de TC 2000         |
| Ano                       | Piloto                    | Carro                     | Equipa                       | Piloto              | Carro               | Equipa                      |
| ------------------------- | ------------------------- | ------------------------- | ---------------------------- | ------------------- | ------------------- | --------------------------- |
| 2012                      | José María López          | Ford Focus II             | PSG-16 Team                  | Franco Girolami     | Fiat Linea          | Pro Racing Group            |
| 2013                      | Matías Rossi              | Toyota Corolla            | Toyota Team Argentina        | Matías Milla        | Fiat Linea          | Pro Racing Group            |
| 2014                      | Néstor Girolami           | Peugeot 408               | Team Peugeot Total Argentina | Facundo Della Motta | Honda Civic IX      | Sportteam                   |
| 2015                      | Néstor Girolami           | Peugeot 408               | Team Peugeot Total Argentina | Emmanuel Cáceres    | Honda Civic IX      | PSG-16 Team                 |
| 2016                      | Agustín Canapino          | Chevrolet Cruze I y II    | Equipo Chevrolet YPF         | Antonino García     | Ford Focus III      | Escudería Fela by RAM       |
| 2017                      | Facundo Ardusso           | Renault Fluence GT        | Renault Sport Argentina      | Manuel Luque        | Renault Fluence GT  | Ambrogio Racing Argentina   |
| 2018                      | Facundo Ardusso           | Renault Fluence GT        | Renault Sport Argentina      | Marcelo Ciarrocchi  | Citroën C4 Lounge   | Citroën Total Racing by PSG |
| 2019                      | Leonel Pernía             | Renault Fluence GT        | Renault Sport Argentina      | Nicolás Moscardini  | Renault Fluence GT  | Ambrogio Racing Argentina   |

## Carros da TC 2000
Em 2009, dez automóveis de oito marcas diferentes participam da competição.
- Chevrolet Astra
- Chevrolet Vectra
- Fiat Linea
- Ford Focus
- Honda Civic
- Honda New Civic
- Peugeot 307
- Renault Mégane II
- Toyota Corolla
- Volkswagen Bora